# Southern (Botswana)
Southern is een district van Botswana, gelegen in het
zuidoosten van dat land. Het grenst aan de districten Kgalagadi, Kweneng en
South-East in respectievelijk het westen, het noorden en het oosten. In het zuiden
grenst Southern aan de provincie Noordwest van buurland
Zuid-Afrika.

## Subdistricten
- Barolong
- Jwaneng
- Ngwaketse
- Ngwaketse West

Central · Ghanzi · Kgalagadi · Kgatleng · Kweneng · North-East · North-West · South-East · Southern